# Codex Frisianus
El Codex Frisianus o Fríssbók és un manuscrit de començament del segle XIV (AM 45 fol.). Té 124 fulls, i enclou la Heimskringla (sense la Saga de Sant Olaf) i la Saga Hákonar Hákonarsonar.
Pot haver estat escrit a Islàndia i dut a Noruega o pot haver estat compost a Noruega. El van trobar a Bergen l'any 1550 i el portaren a Dinamarca abans del 1600, quan va ser adquirit pel col·leccionista Otto Friis, de qui pren el nom. Després va passar a la possessió de l'estatsrad Jens Rosenkrantz abans de ser comprat el 1695 per Árni Magnússon. Aquest darrer el va donar, a la seua mort (1730), a la Universitat de Copenhaguen.